# Léon-Etienne Duval
Léon-Etienne Duval (Chênex, 9 de noviembre de 1903 – Argel, 30 de mayo de 1996) fue un cardenal y un arzobispo católico francés, arzobispo de Argel de 1954 al 1988.

## Biografía
Nació en Chênex el 9 de noviembre de 1903.
El Papa Pablo VI lo elevó al rango de cardenal en el consistorio del 22 de febrero de 1965.
Participó a las primeras tres sesiones del Concilio Vaticano II como obispo y en la cuarta como cardenal.
Participó en el cónclave de agosto de 1978 que eligió a Juan Pablo I y al de octubre 1978 que eligió a Juan Pablo II.
Murió el 30 de mayo de 1996 a la edad de 92 años. Sus funerales se realizaron en la Basílica de Notre-Dame d´Afrique de Argel el 2 de  junio, junto con los siete monjes de Tibhirine asesinados.

## Otros proyectos
- Wikimedia Commons contiene immagini o altri file su Léon-Etienne Duval

- Datos: Q1348927
- Multimedia: Léon-Étienne Duval / Q1348927